# Markus Bütler
Markus Bütler (* 25. April 1972 in Allschwil) ist ein ehemaliger Schweizer Eishockeyspieler, der zwischen 1998 und 2010 bei den Rapperswil-Jona Lakers in der Schweizer National League A spielte.

## Karriere
Bütler begann seine Karriere als Eishockeyspieler beim EHC Basel. Danach spielte er beim EHC Olten, mit denen er den Aufstieg in die Nationalliga A schaffte, ehe er zum HC Lugano wechselte. 1998 wechselte er schliesslich zu den Rapperswil-Jona Lakers. Nach erfolgreichen elf Jahren verabschiedete er sich Ende der Saison 2008/09 aus dem Profieishockey.
Am 15. Februar 2010 gab Bütler bei den Lakers, die er aufgrund von vielen verletzten Spielern verstärkte, sein Comeback. Er absolvierte neun Partien für den Verein, bevor er sich erneut vom Leistungssport zurückzog.

## Erfolge und Auszeichnungen
- 1993 Aufstieg in die Nationalliga A mit dem EHC Olten